# Ливерпулска птица
Ливерпулска птица (енгл. liver bird) је митско створење које је симбол енглескога града Ливерпула. Обично је ова птица описана као вранац и као такав се појављује на грбу града Ливерпула с тим што у тој верзији држи морску алгу у устима. Данас је најпознатија по томе што се налази у култном грбу Фудбалског клуба Ливерпул.

## Повест
Енглески краљ Јован без Земље је краљевском повељом основао општину Ливерпул 1207. године. Друга повеља општине, коју је доделио Хенри III Плантагенет 1229. г., дала је грађанима ове општине право да формирају цех с привилегијама које су из тога произишле, укључујући и право да користе заједнички печат. Ливерпулски дрвени печат (на слици) вервоатно датира из тог времена, мада је утисак да је најранији сачувани примерак (који се сад чува у Британскоме музеју) из 1352. г. На печату је приказана генеричка птица са гранчицом у кљуну са свитком на ком пише JOHIS што је скраћеница од Johannis, што је латинска верзија придева Јованов (John's). Птица је готово сигурно требала бити орао, символ Јована Јеванђелисте, који је био имењак и заштитник Јована без Земље. Гранчица биљке тумачи се као врста легуминозе, символ династије Плантагенет. На печату је такође видљива звезда и полумесец, једна од личних ознака Јована без Земље.
Нејасан отисак печата је дово до стварање и других теорија. Ричард Брук, ливерпулски антиквар из 19. столећа, претпоставио је да је птица голубица с маслиновом гранчицом и да је на свитку писало NOBIS или VOBIS.
До 17. века прави идентитет птице је био заборављен. Она је била тумачена као вранац, који је уобичајена птица у том подручју. Године 1611. општински записи описују градоначелника који је примио плочу на којој се налази вранац.
Августа 1796. г., градоначелник Клејтон Тарлетон је писао Колеџу грбова затраживши званично одобрење грба граду Ливерпулу. Он је у писму назвао птицу вранцем. Грб су 22. марта 1797. г. уредно одобрили сер Исак Херд, Служба за грбове и Џорџ Харисон. У Служби за грбове је птица описана као вранац.
Осим грба и челенке, Служба за грбове је 23. марта одобрила и држаче штита на грбу Ливерпула. Они се састоје од Нептуна, бога мора, и његовога сина и гласника Тритона. Мото је Deus Nobis Haec Otia Fecit, цитат из Вергелијевог Еколога који се преводи као Бог нам је дао ову лакоћу или Бог нам је подарио ове благослове.

## Ливерпулска птица у Ливерпулу
Ова птица се може пронаћи у целом Ливерпулу, најбројније су на врховима светиљки у средишту града. Две најпознатије поставе ове птице су на врховима две сахат куле на згради Ројал лејвер билдинга у Пјер Хеду са погледом на Мерзи. Зову их Берти и Бела. Мужијак Берти гледа преко града, а женка Бела гледа према мору. Споменута зграда је отворена 1911. г. Металне птице које највише подсећају на вранце дизајнирао је Карл Бернард Бартелс, а израдио их је Бромсгровска гилда за примењене уметности.
У граду постоје такође две мање познате ливерпулске птице. Трећа метална птица се налази на оближњој пословној згради Мерзи Чејмберс, у близини Катедрале Госпе и Светога Николе, жупанијске цркве града Ливерпула. Четврта птица је исклесана у камену је била на врху првобитне зграде пијаце Светога Јована до њеног рушења 1964. г. Сада се та птица налази у Музеју Ливерпула.

Иако је данас ливерпулска птица синоним за Фудбалски клуб Ливерпул, први клуб који ју је користио као симбол је ФК Евертон. Она је била у грбу ФК Евертона све до тридесетих година 20. столећа. Неки навијачи Евертона сматрају да поново треба вратити ливерпулску птицу у грб њиховог клуба јер је она симбол целога града и заслужује да се налази на оба грба.

## Савремени митови и популарна култура
Савремена популарност овог симбола у великој мери датира од 1911. г., када је изграђена Ливерпулска зграда. Две истакнуте ливерпулске птице на сахат кулама ове грађевине је поново пробудила идеју да је ливерпулска птица митска птица која је некада прогањала локалну обалу. Према популарној легенди, то су мушки и женски пар: женка гледа према мору, гледа како се поморци безбедно враћају својим кућама, а мужјак гледа у град, пази на породице помораца (или, у шали, пази на пабове који су и даље отворени). Локална легенда такође каже да су птице окренуте једна од друге јер, ако би се париле и одлетеле, град би престао да постоји. У ствари, они су заиста дизајнирани да посматрају град (наше људе) и море (наш просперитет).
Још једна популарна прича о њима је да су везани ланцима јер да су одлетели, река Мерзи би се излила из корита и поплавила цио град. Ово је донекле слично причи о парењу.
Женска рок група из Ливерпула Лејвербердс била је активна шездесетих година 20. столећа. Преселили су се доцније у Хамбург 1964. г., у којем су их звали Женски Битлси.
Током седамдесетих година 20. века, Лејвер бердс је било име популарног британског ситкома који се бавио двема младим женама у Ливерпулу. Птица је овде означавало младу жену.
Грб сера Пола Макартнија представља ливерпулску птицу која држи гитару, то реферише на његов родни град и његову професију.

## Заштитни знак
Новембра 2008. године ФК Ливерпул је поднео пријаву британском Заводу за интелектуалну својину да региструје верзију птице с њиховога грба као заштићени заштитни знак. Заменик челника већа Фло Клукас је одговорио да ливерпулска птица препада свим људима Ливерпула, а не једној компанији или организацији.
ФК Ливерпул је коначно стекао регистрацију која штити њихов знак у септембру 2010. г. након што су се погодили с градским већем. ФК Ливерпул је добио регистрацију грба од Европске канцеларије за грбове (институција Европске уније), а градско веће је донело засебну одлуку о признању овог грба. Ово је учињено како би се заштитилно коришћење птице из грба од стране компанија у Ливерпулу, али и да бисе фудбалски клуб заштитио од фалсификованих производа.